# Hasee
Shenzhen Hasee Computer Co., Ltd. (chiń. 深圳市神舟电脑股份有限公司) – chińskie przedsiębiorstwo zajmujące się produkcją komputerów osobistych. Zostało założone w 1995 roku, a swoją siedzibę ma w Shenzhen (prowincja Guangdong).
Od 2005 roku Hasee działa na rynku międzynarodowym. W 2008 roku przedsiębiorstwo było drugim co do wielkości chińskim producentem komputerów (po Lenovo).
Hasee wprowadziło na rynek komputery stacjonarne, komputery all-in-one i laptopy, a także smartfony i tablety. Przedsiębiorstwo wyprodukowało również płyty główne, karty graficzne, tunery PCTV i urządzenia peryferyjne.